# Who Goes There?
Who Goes There? (prt: Quem Anda Aí?) é uma novela de ficção científica do escritor norte-americano John W. Campbell Jr., sob o pseudônimo Don A. Stuart. O enredo gira em torno de um grupo de pessoas presas em uma instalação científica na Antártida, infestada por monstros metamorfos capazes de absorver e imitar perfeitamente qualquer ser vivo, incluindo humanos. Foi publicada pela primeira vez em agosto de 1938 na revista Astounding Science Fiction e já recebeu três adaptações para o cinema: The Thing from Another World (1951); The Thing (1982), com a direção de John Carpenter; e como uma prequela do filme de Carpenter, também intitulada The Thing (2011).

## Enredo
Na Antártida, um grupo de pesquisadores descobre uma espaçonave alienígena que é destruída acidentalmente. Entretanto, uma criatura extraterrestre é resgatada e descongelada, revivendo como um ser (a "Coisa") que pode devorar e imitar qualquer ser vivo, enquanto mantém sua massa corporal para reprodução posterior. Sem que eles saibam, o alienígena mata e imita o físico Connant e depois tenta transformar-se em um cão de trenó. A equipe encontra o animal em plena metamorfose e o mata. O patologista Blair enlouquece e jura matar todos na estação para salvar a humanidade; ele e Connant são isolados dos demais por precaução.
Os cientistas desativam seus aviões e veículos e decidem descobrir os possíveis infectados, a fim de destruir as imitações antes que elas possam escapar e dominar o mundo. Tudo piora ao perceberem que a Coisa também é telepática, capaz de ler mentes e projetar pensamentos. Após a realização de um teste de injeção de sangue humano num cão de trenó, a equipe desconfia que o médico Cooper ou o comandante da expedição, Garry, sejam alienígenas. O comandante assistente McReady assume a expedição e deduz que todos os outros animais da estação, exceto o cão de teste, estão infectados; todos são mortos.
Alguns pesquisadores começam a enlouquecer por não saber quem ainda é humano. Kinner, o cozinheiro, é assassinado e acidentalmente revelado como alienígena. McReady coleta amostras de sangue de todos e mergulha um fio aquecido em cada frasco. Se o sangue recuar ao contato do fio, o indivíduo está infectado e deve ser morto imediatamente. Catorze homens revelam-se como alienígenas, entre eles Connant e Garry. Os sobreviventes saem para testar Blair e no caminho avistam um albatroz voando, marcando o início da primavera antártica; eles atiram no pássaro para evitar que a Coisa o infecte e voe para a civilização.
Ao chegarem à cabana onde estava Blair, descobrem que este é a Coisa. Eles percebem que a criatura ficou circulando livremente pelo estação de pesquisa durante uma semana. Com as criaturas dentro da base destruídas, McReady e dois outros entram na cabana para matar o alienígena que já havia sido Blair. McReady o faz recuar até a neve e o destrói com um maçarico. Posteriormente o trio descobre que a Coisa estava prestes a terminar de construir um dispositivo antigravitacional movido à energia atômica que teria permitido que ela escapasse para o mundo exterior.

## Versão estendida
Em 2018, descobriu-se que Who Goes There? era, na verdade, a versão resumida de Frozen Hell, um romance escrito anteriormente por Campbell. O manuscrito expandido, que inclui uma introdução totalmente diferente, foi encontrado em uma caixa de manuscritos enviados pelo escritor à Universidade Harvard. A descoberta foi feita pelo autor e biógrafo Alec Nevala-Lee, durante sua pesquisa sobre uma biografia de Campbell e outros autores da Era de Ouro da Ficção Científica.
Uma campanha de financiamento coletivo foi aberta no Kickstarter para a publicação de uma edição completa da obra. Quando concluída em 1º de dezembro de 2018, a campanha havia arrecadado 155 000 dólares, superando sua meta original de 1 000 dólares. Versões da obra em livro digital, publicadas pela Wildside Press, começaram a ser distribuídas para patrocinadores em 16 de janeiro de 2019, com cópias físicas sendo disponibilizadas em junho do mesmo ano.
Em 2019, John Gregory Betancourt começou a escrever uma sequência para a história. Em janeiro de 2020, foi anunciada a produção de um novo filme baseado na versão expandida do livro original. A produção dessa nova adaptação cinematográfica ficará a cargo da Blumhouse Productions de Jason Blum, enquanto o lançamento e a distribuição serão realizados pela Universal Pictures. O longa-metragem também incorporará elementos da novela de 1938 e das duas primeiras versões cinematográficas.

## Reconhecimento
Em 1973, Who Goes There? foi votada pelo Science Fiction Writers of America como uma das histórias que representam a "ficção científica mais influente, importante e memorável que já foi escrita". Também foi publicada com as outras histórias mais votadas na antologia The Science Fiction Hall of Fame, Volume Two, editada por Robert Silverberg e Ben Bova. Em 2014, a história recebeu o Prêmio Hugo Retrospectivo a 1939 de melhor novela.

## Publicação lusófona

### Brasil
No Brasil, Frozen Hell foi publicado pela editora Diário Macabro em 2019, através de uma campanha de financiamento coletivo do Projeto Catarse. Com o título O Enigma de Outro Mundo (o mesmo usado para o filme de Carpenter), foi a primeira vez que a obra de Campbell foi traduzida para o português do Brasil.

### Portugal
Em Portugal, Who Goes There?, com o título Quem Anda Aí?, foi traduzida por Eurico da Fonseca e publicada pela Livros do Brasil em 1984, como parte da antologia O Que Será o Futuro?. Este livro foi o 327º volume da Coleção Argonauta.

## Obra citada
- Campbell, John W. (agosto de 1938). Sob o pseudônimo Don A. Stuart. «Who Goes There?». Nova Iorque: Street & Smith Publications. Astounding Science Fiction (revista) (em inglês). 21 (6): pp. 60-97. 164 páginas. Consultado em 2 de setembro de 2020 – via Internet Archive